# محبوب كندي
محبوب‌ كندي هي قرية في مقاطعة بارس أباد، إيران. يقدر عدد سكانها بـ 704 نسمة بحسب إحصاء 2016.